# Caltanissetta (tỉnh)
Tỉnh Caltanissetta (tiếng Ý: Provincia di Caltanissetta; tiếng Sicilia: Pruvincia di Caltanissetta) là một tỉnh ở miền nam của Sicilia, Ý. Tỉnh này có 22 comuni (đô thị).

## Các tỉnh giáp ranh
Theo chiều kim đồng hồ
- Tỉnh Agrigento, W
- Tỉnh Palermo, NW
- Tỉnh Enna, N
- Tỉnh Catania, NE
- Tỉnh Ragusa, E

## Các đô thị chính
Đến thời điểm ngày 30 tháng 6 năm 2005, các đô thị xếp theo dân số là:
| Đô thị                    | Dân số |
| ------------------------- | ------ |
| Gela                      | 77.234 |
| Caltanissetta             | 60.632 |
| Niscemi                   | 26.734 |
| San Cataldo               | 23.199 |
| Mazzarino                 | 12.340 |
| Riesi                     | 11.649 |
| Mussomeli                 | 11.306 |
| Sommatino                 | 7.515  |
| Serradifalco              | 6.383  |
| Santa Caterina Villarmosa | 5.866  |
| Butera                    | 5.142  |